# What I Saw
What I Saw är Maia Hirasawas tredje studioalbum, utgivet 2013 på Razzia Records.
Albumet producerades av Lasse Mårtén och spelades in i Decibel, Music and Words och Atlantis studio i Stockholm.

## Låtlista
Där inte annat anges är låtarna skrivna av Maia Hirasawa.
1. "You" – 4:34
2. "Lights Are Out" – 3:34
3. "Back to the Start" – 3:59
4. "Still Think of It" – 4:02
5. "Thunder" – 4:29
6. "Give Me" – 3:07
7. "Please" – 4:00
8. "What I Saw" – 3:20
9. "No One Else But God" – 4:05
10. "I Said I'm Gonna" – 3:43 (text: Annika Norlin och Hirasawa, musik: Hirasawa)
11. "Go to Sleep" – 3:28

## Medverkande
- Maia Hirasawa – sång, piano, gitarr, sunt, orgel, marimba
- Ulf Ivarsson – bas
- Lasse Mårtén – programmering, ebow, producent
- Anders Pettersson – gitarr, pedal steel
- Lars Skoglund – trummor

## Listplaceringar
| Lista (2013) | Topplacering |
| ------------ | ------------ |
| Sverige      | 9            |

## Mottagande
Albumet har medelbetyget 3,2/5 på Kritiker.se, baserat på fjorton recensioner. Högst betyg fick skivan av Aftonbladet (4/5), Örnsköldsviks Allehanda (4/5) och Svenska Dagbladet (4/6). Lägst betyg fick den av Nya Wermlands-Tidningen (2/5) och Smålandsposten (2/5).